# Torre Gregoriana
La torre Gregoriana o torre de los Vientos (en italiano: Torre dei Venti) es una torre rectangular situada por encima de la galería de los Mapas, que conecta la Villa Belvedere con el Palacio Apostólico de la Ciudad del Vaticano.

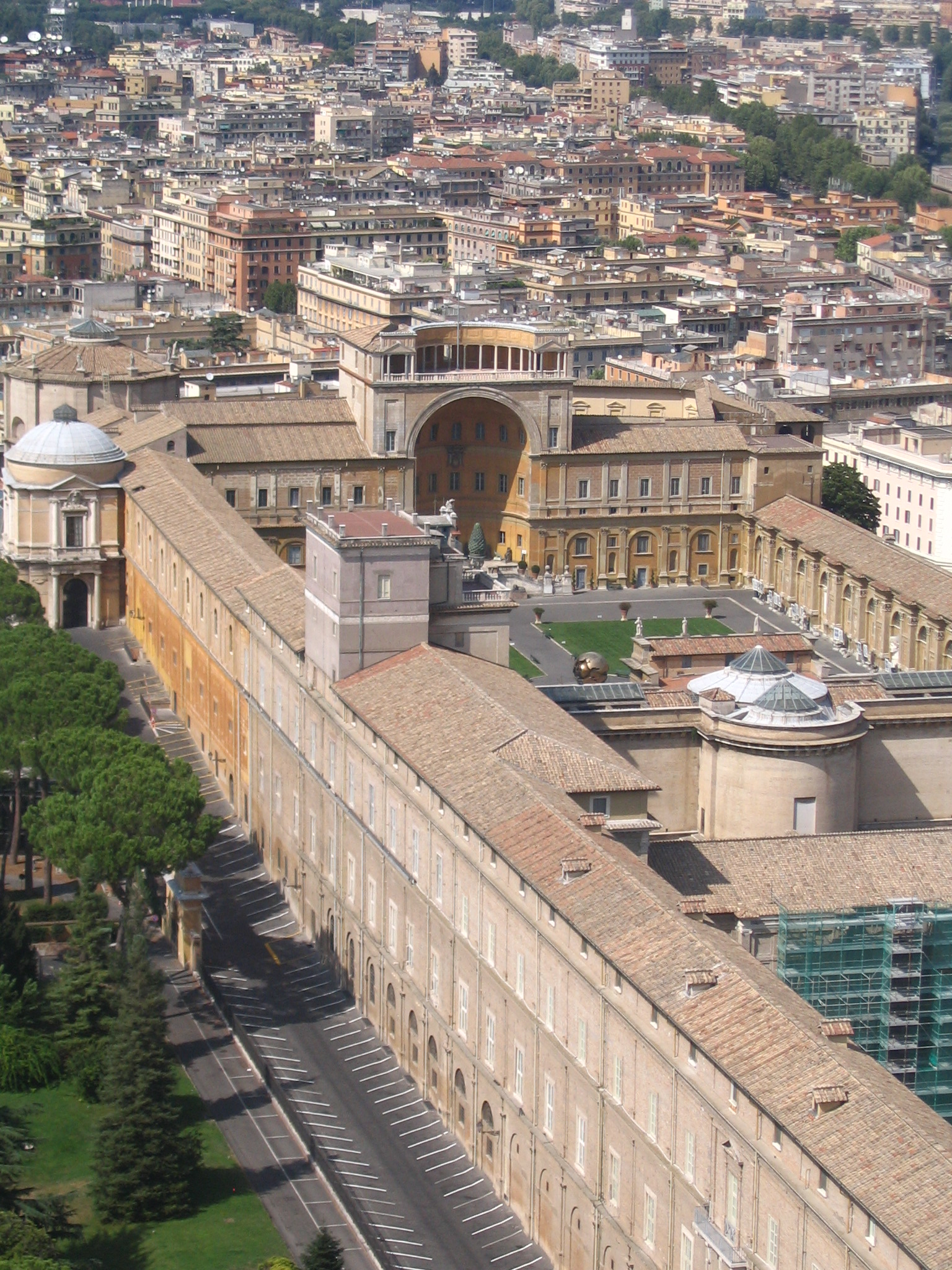
La torre, en el centro, sobre el fondo del patio del Belvedere

La torre fue construida entre 1578 y 1580 con un diseño del arquitecto boloñés Ottaviano Mascherino (a quien se le atribuye también la construcción del Palacio Apostólico), principalmente para promover el estudio de la astronomía para la reforma del calendario gregoriano que fue encargado por el papa Gregorio XIII y promulgada en 1582 . Fue entonces también conocida como la torre de los Vientos. La torre ahora se llama la Specola Vaticana Astronómica, el Observatorio Vaticano. Cuatro etapas de desarrollo progresivo se han producido desde que se estableció por primera vez. La torre fue un edificio de gran valor para las observaciones astronómicas realizadas con un reloj de sol,  que proporcionó la confirmación esencial de la necesidad de reformar el calendario juliano.